# Neivamyrmex jerrmanni
Neivamyrmex jerrmanni é uma espécie de formiga do gênero Neivamyrmex.